# Cerco de Verneuil
O cerco de Verneuil de 1173 opôs Luís VII de França a Henrique II de Inglaterra, no período da Revolta de 1173-1174.

## História
A 23 de junho de 1173, e apoiando os revoltosos e tendo declarado a guerra a Henrique II de Inglaterra, Luís VII levanto o cerco frente a Verneuil, na época um local bastante considerado.
Sem contar com o castelo, existiam três espécies de vilas, cada uma rodeada por um muro alto e por água. A maior delas, chamada Grande Burgo, após um mês de cerco, continuava sempre a resistir, mas começava a sentir a falta de mantimentos. A cidade prometeu render-se ao rei de França se não fosse socorrida em três dias. Mas quando abriram as portas ao rei de França, as tropas francesas deitaram em prisão os pincipais cidadãos da cidade, e esta foi pilhada e incendiada.
Mas o rei de França não ficou muito tempo com a sua conquista: o rei de Inglaterra Henrique II obrigou-o a abandonar a cidade alguns dias depois.